# Not Alone
Not Alone (dansk: Ikke alene) er en single af Aram Mp3, udgivet 14. marts 2014. Sangen er skrevet af Garik Papoyan og Aram Sargsyan. 
Flere store betttingselskaber, inkluderet Bwin og Sky Bet, havde spået sangen som vinder af Eurovision Song Contest 2014. Sangen endte på en 4. plads med 174 point i konkurrencen.